# Stanhopea radiosa
Stanhopea radiosa là một loài lan đặc hữu của miền tây México (to Durango).

## Hình ảnh

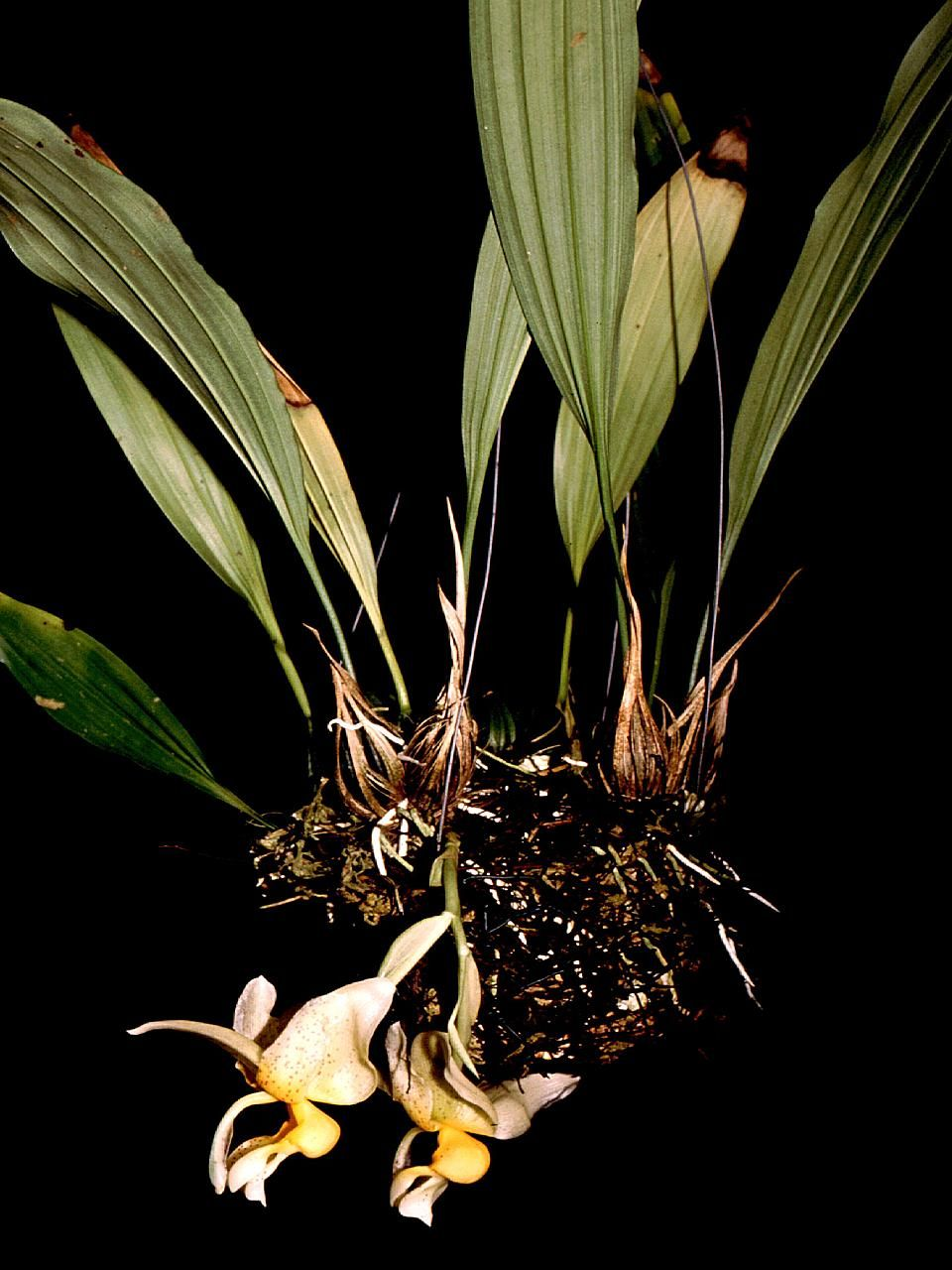
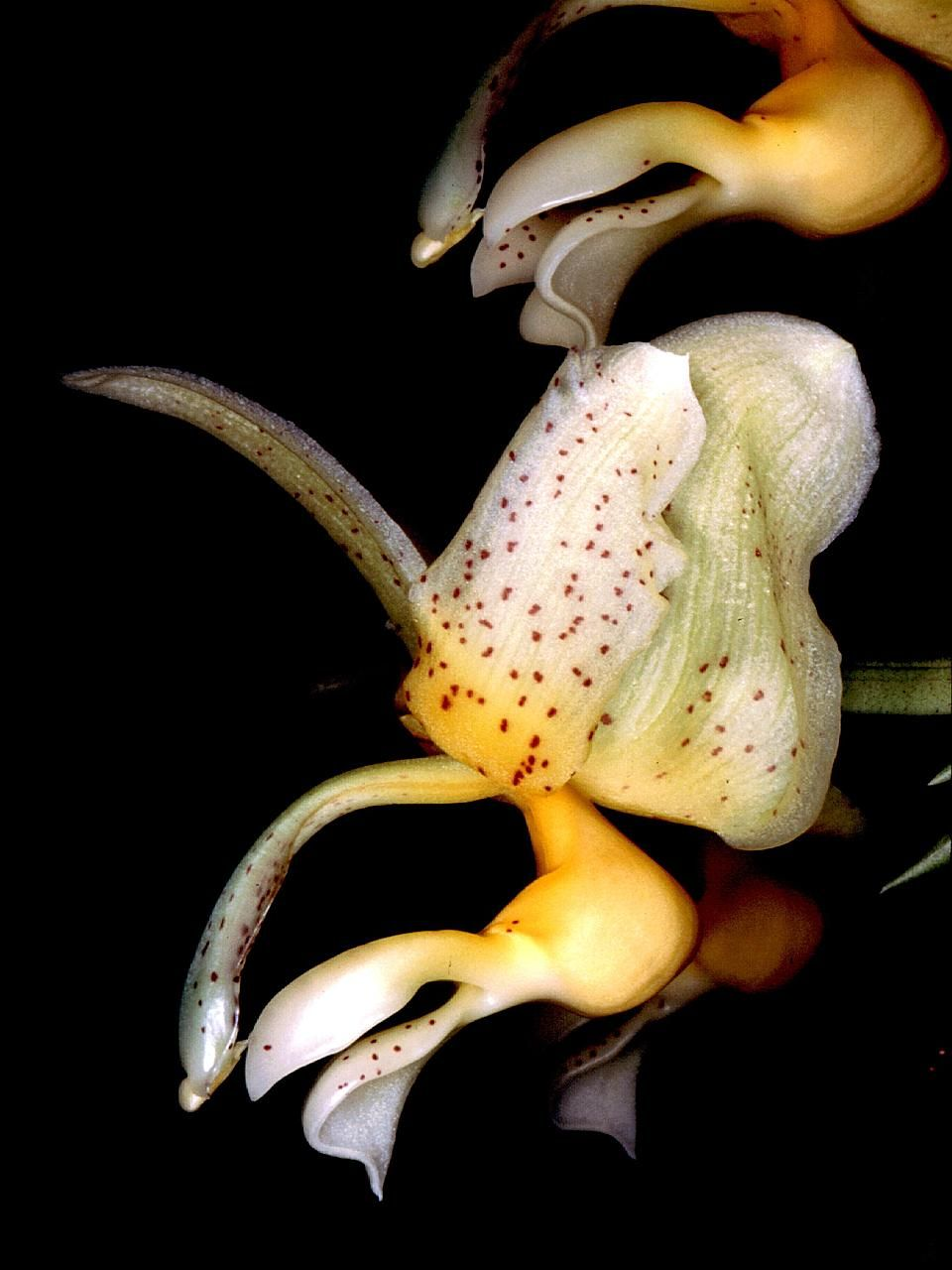